# دوري كوريا الجنوبية لكرة القاعدة
دوري كوريا الجنوبية لكرة القاعدة هو أعلى دوري في رياضة كرة القاعدة في كوريا الجنوبية.تأسس في 1982 وكان يتكون وقتها من 6 فرق حالياً يضم 10 فرق.يعتبر الدوري هو أكثر دوري رياضي شعبية في كوريا الجنوبية.